# Юлия Меса
Ю́лия Ме́са (лат. Julia Maesa; 7 мая до 160 — ок. 224 годы н. э.) — член династии Северов в Римской империи, бабушка императоров Гелиогабала и Александра Севера, старшая сестра императрицы Юлии Домны, мать Юлии Соэмии и Юлии Мамеи. Повлияла на воцарение своих внуков и их политику, получив титул «авгу́ста» (с 218 года до своей смерти). После смерти была обожествлена с сестрой в Сирии.

## Биография

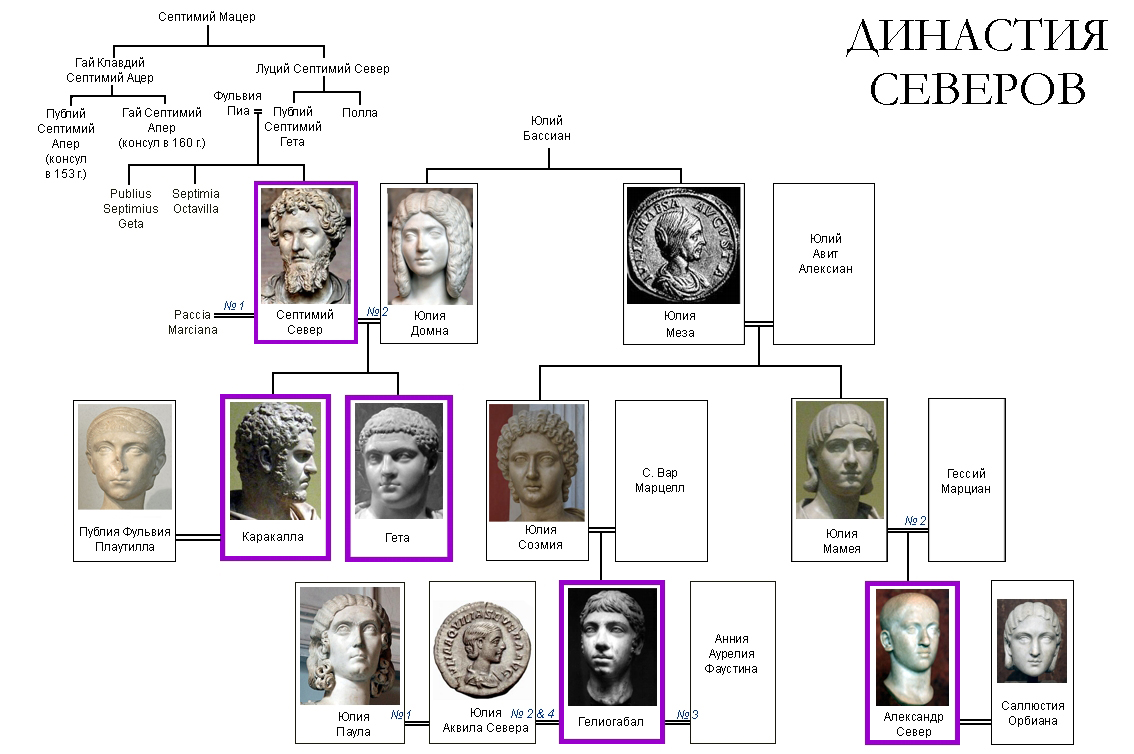
Династия Северов

Юлия Меса родилась 7 мая до 160 года и была старшей дочерью Юлия Бассиана, жреца финикийского бога солнца Элагабала из Эмесы (современный Хомс в Сирии) в римской провинции Сирия. Семья Юлия Бассиана в Эмесе имела привилегированное положение и большое влияние в регионе. Род Бассиана имел финикийское происхождение и, вероятно, восходил к потомкам князей Эмесы, которые правили там в I веке н. э., будучи вассалами Римской империи. Когномен Месы вероятно происходит от семитского глагола «masa», означающего размашистое шагание. Глагол широко используется в иврите, встречается в Библии, а также использовался позднейшими арабскими поэтами для описания фигур описываемых женщин. Не сохранилось описаний внешности Юлии Месы, чьи резкие и грозные черты соперничают с мягкими и чувствительными чертами её сестры/ Сохранились изображения Месы на монетах, отчеканенных в период правления её внуков.
Младшая сестра Юлии Месы, Юлия Домна, впоследствии стала женой императора Септимия Севера, занимавшего должность сенатора во время заключения брака. Меса вышла замуж за римского всадника, сирийца Гая Юлия Авита Алексиана, консула, который также служил губернатором провинции в империи. В браке у них родились две дочери — Юлия Мамея (род. ок. 180 года или раньше) и Юлия Соэмия.

### Жизнь в Риме
В 193 году влияние семьи возросло в связи с тем, что младшая сестра Месы Юлия Домна была замужем за сенатором Септимием Севером, который летом 193 года был провозглашён императором. Север разгромил всех своих соперников.
После замужества сестры Меса с семьёй также переехала в Рим, где поселилась в резиденции при императорском дворе. Супруг Месы, занимавший несколько важных постов, в Риме не задерживался подолгу, вынужденный совершать поездки по империи, куда Меса его не сопровождала. В Риме семья Месы быстро разбогатела и поднялась сначала при дворе Септимия Севера, а после — в правление его сына и наследника Каракаллы. Две её дочери заняли высокое положение при дворе, а их мужья в Сирии получили должности провинциальных консулов и наместников. Так, зять Марцелл поднялся из эквита до сенатора. В конце 190-х годов Алексиан командовал IV Флавиевым легионом.
Север скончался в 211 году в Эборакуме. Его преемником стал его сын Каракалла.

### Изгнание
В 217 году Каракалла был убит в результате заговора во время парфянского похода. Его префект претория, Макрин, стал императором. Потерявшая мужа и детей Домна, также страдающая от рака груди, заморила себя голодом. Проживавшим в Риме последние два десятилетия Месе с семьей Макрин приказал покинуть Рим и вернуться в Эмес, опасаясь волнений в армии после гибели Каракаллы. Макрин не отобрал огромное богатство Месы, накопленное за 20 лет. В Эмес Меса прибыла в промежутке между весной 217 и весной 218 года.
После убийства Каракаллы Макрин всячески пытался утвердить свою легитимность и заручиться поддержкой. Рядом с Эмесой располагался военный лагерь, где солдаты сохранили преданность династии Северов и остались недовольны заключённым Макрином миром с парфянами. Супруг Месы умер на Кипре незадолго до 217 года, как и муж её старшей дочери, Секст Варий Марцелл. Пользуясь своими богатством и влиянием, с помощью генерала Ганниса, женщина агитировала солдат против Макрина. Когда распространился слух, якобы внук Месы, Гелиогабал, был незаконнорожденным сыном Каракаллы, располагавшийся поблизости, в Рафане, III Галльский легион под командованием Публия Валерия Комазона Евтихиана на рассвете 16 мая 218 года провозгласил (не исключено, что при финансовой поддержке Юлии Месы) 14-летнего Гелиогабала цезарем. Так началось восстание против Макрина. Сенаторы, верные Каракалле, также поддержали мятеж. Дион Кассий писал, что некоторые офицеры пытались призвать солдат сохранить верность Макрину, но безуспешно.
Префект претория Ульпий Юлиан ответил на атаку III Галльского легиона, очевидно по приказу Макрина (хотя один источник сообщает, что по собственной инициативе, до того, как Макрин узнал о восстании). Геродиан писал, что Макрин недооценивал угрозу. Во время битвы солдаты Юлиана убили своих офицеров и перешли на сторону Гелиогабала. Сенат подчинился требованию Макрина признать Гелиогабала «лжеантонием» и объявить войну ему и его семье. Макрин назначил своего 9-летнего сына Диадумениана соправителем и попытался заручиться лояльностью II Парфянского легиона крупными денежными выплатами. Во время банкета в честь этого в Апамее гонец вручил Макрину отрубленную голову его поверженного префекта Юлиана. Макрин отступил в Антиохию, а II Парфянский легион присягнул Гелиогабалу.
Легионеры Гелиогабала под предводительством Ганниса сокрушили войска Макрина и Диадумениана 8 июня 218 года в битве при Антиохии, когда отряды Макрина нарушили строй, увидев бегство Макрина с поля боя. Макрин устремился в Италию, но был схвачен в Халкидоне и казнён в Каппадокии. Диадумениана схватили и казнили в Зевгме.
Сенаторы признали Гелиогабала императором и сыном Каракаллы. В середине июня 218 года Гелиогабала провозгласили консулом. Также Сенат обожествил Каракаллу и Юлию Домну, а Юлия Меса и Юлия Соэмия получили титул «авгу́ста», имя же Макрина было вычеркнуто Сенатом (императорские артефакты Гелиогабала свидетельствуют, что документально он наследовал власть от Каракаллы напрямую). Комазон стал командующим Преторианской гвардией.
Гелиогабал некоторое время оставался в Антиохии, очевидно, в ожидании подавления мятежей. Согласно Геродиану, зиму 218—219 года Гелиогабал провёл в Вифинии, возле Никомедии, а затем направился в Италию через Фракию и Мёзию в первой половине 219 года.

### Правление Гелиогабала

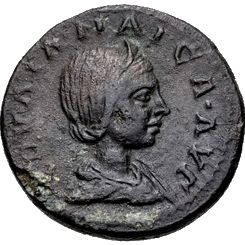
Монета с профилем Юлии Месы периода правления Гелиогабала. Салонники

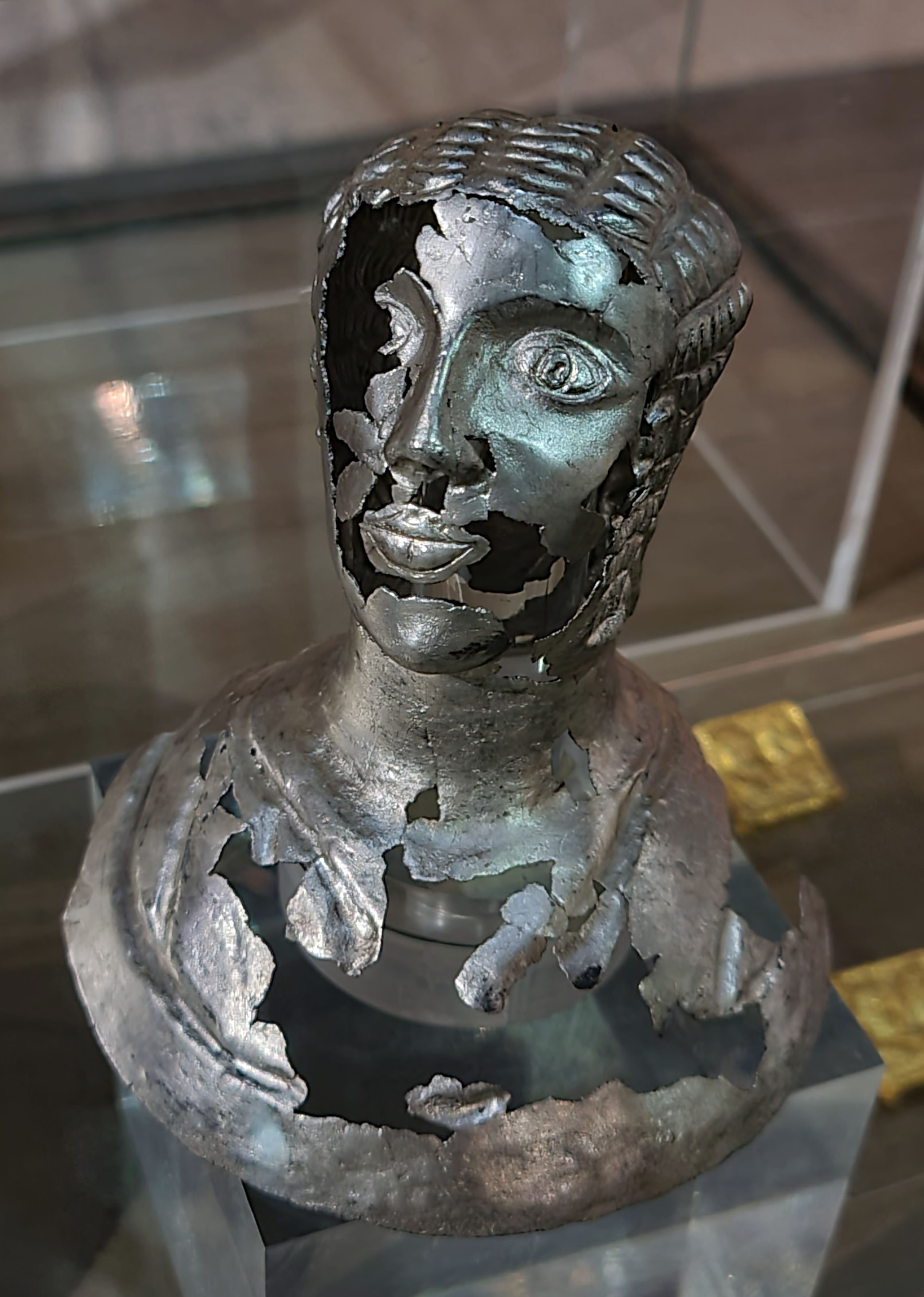
Бюст Юлии Месы из серебра. Национальный исторический музей Болгарии

В августе или сентябре 219 года Гелиогабал въехал в столицу с торжественной церемонией adventus. Став императором, Гелиогабал взял имя с Marcus Aurel(l)ius Antoninus, чтобы укрепить связь со своим предполагаемым отцом Каракаллой и династией Антонинов. Амнистия для римского высшего класса была одобрена для большинства, однако юрист Ульпиан был выслан. Комазон получил должность префекта претория, затем в 220 году — консула и префекта города (трижды в 220—222 годах), что Дион Кассий назвал насилием над римскими порядками. Геродиан и «История Августов» утверждают, что Гелиогабал ставил на важные позиции своих союзников.
Отношения Гелиогабала с матерью и бабкой сложились хорошие, а их влияние и поддержка были сильными в начале правления, отчего Макрин объявил войну этим женщинам наравне с Гелиогабалом. Они стали первыми женщинами, допущенными в Сенат и получившими титулы сенаторов: Соэмия получила титул Clarissima, а Меса — более нетрадиционное Mater Castrorum et Senatus («Мать лагеря и Сената»). Они влияли на юного императора, а их изображения часто появлялись на монетах и документах того времени — уникальная честь для римской женщины. Геродиан называл реальной правительницей Месу.
Недовольные вызывающим поведением императора и его религиозной реформой, насаждавшей культ сирийского бога Элагабала, римляне роптали. К 221 году вызывающее поведение Гелиогабала, особенно его неприемлемые отношения с Гиероклом вызвали ярое возмущение Преторианской гвардии. Когда Юлия Меса догадалась, что народное возмущение растёт, то решила перевести императора и его мать, которая поддерживала его религиозные практики. Преемником был выбран Север Александр, сын другой дочери Юлии Месы, Юлии Мамеи. Благодаря греко-римскому воспитанию и высокому уровню образованности Александр был полной противоположностью Гелиогабалу.
Юлия Меса убедила Гелиогабала назначить своего двоюродного брата Александра преемником и даровать титул цезаря. Александра короновали в июне 221 года, предположительно, 26 июня. Вероятно, 1 июля Гелиогабал и Александр оба были названы consul designatus. В 222 году Гелиогабал стал 4-м консулом на пару с Александром, однако позже изменил своё решение, когда понял, что Преторианская гвардия предпочитает его брата ему. Гелиогабал распоряжался совершать покушения на Александра, когда Сенат отказался лишить того их общего титула. Дион Кассий утверждал, что Гелиогабал распространял слухи, будто Александр при смерти, чтобы увидеть реакцию Преторианской гвардии. Последовал бунт, стража потребовала встречи с Гелиогабалом и Александром в преторианском лагере.
Император подчинился и 11 марта 222 года вместе с матерью официально представил Александра. Солдаты приветствовали Александра, игнорируя Гелиогабала, который приказал арестовать и казнить всех, кто проявил неподчинение. В ответ гвардейцы набросились и убили Гелиогабала и его мать. Александра Севера провозгласили императором.

### Правление Александра Севера
Александр Север стал императором в возрасте 14 лет и находился под влиянием матери и бабки, которые стремились стереть негативное впечатление, оставленное Гелиогабалом. Юный император взял имя Marcus Aurelius Severus Alexander, чтобы установить связь с Септимием Севером, основателем династии. Также его именовали Juliae Mamaeae Aug(ustae) filio Juliae Maesae Aug(ustae) nepote (сыном Юлии Мамеи и внуком Юлии Месы), что подчёркивает высокий статус этих женщин. Было выдвинуто предложение избрать 16 консулов для управления администрацией и консультирования юного императора, чтобы восстановить аристократическую форму правления, вместо тиранической. Новый режим был призван отменить введения предшественника. Религиозные указы были отменены, а камень Гелиогабала отправлен обратно в Эмесу. Женщинам снова запретили посещать заседания Сената.
Юлия Меса скончалась между 224 и 227 годами. Как прежде её сестра Юлия Меса была обожествлена.

## Память
Юлия Меса стала персонажем исторического романа Антонина Ладинского «В дни Каракаллы» (1961).